# Sällevadsån (östra)
Sällevadsån (östra) este o arie protejată (arie specială de conservare — SAC, sit de importanță comunitară — SCI) din Suedia întinsă pe o suprafață de 176,2 ha, integral pe uscat.

## Localizare
Centrul sitului Sällevadsån (östra) este situat la coordonatele 57°27′43″N 15°37′17″E / 57.4619°N 15.6213°E.

## Înființare
Situl Sällevadsån (östra) a fost declarat sit de importanță comunitară în ianuarie 1998 pentru a proteja 2 specii de animale. Situl a fost protejat și ca arie specială de conservare în martie 2011.

## Biodiversitate
Situată în ecoregiunea boreală, aria protejată conține 6 habitate naturale: Mlaștini împădurite, Cursuri de apă de la nivel de câmpie la nivel montan, cu vegetație Ranunculion fluitantis și Callitricho-Batrachion, Păduri fino-scandinave bogate în ierburi cu Picea abies, Taiga vestică, Lacuri și iazuri distrofice naturale, Mlaștini turboase de tranziție și turbării mișcătoare.
La baza desemnării sitului se află mai multe specii protejate:
- mamifere (1): vidră de râu (Lutra lutra)
- nevertebrate (1): Margaritifera margaritifera